# Gechi vampiri e altre storie
Gechi, vampiri e altre storie è la seconda raccolta di Gerardina Trovato, pubblicata nel 2000 dall'etichetta discografica Sugar Music.

## Tracce
CD (Sugar, 1576262)
1. Gechi e vampiri – 2:45
2. Mammone – 4:18
3. Piccoli già grandi (Remix) – 5:11
4. Ma non ho più la mia città – 4:24
5. Chissà – 4:14
6. Sognare, sognare – 4:13
7. Lasciami libere le mani – 3:16
8. Vivere (feat. Andrea Bocelli) – 4:01
9. Non è un film – 4:37
10. La mia Luna – 3:39
11. Il sole dentro – 4:00
12. E già (feat. Renato Zero) – 3:59
13. Goodbye – 3:44
14. Angeli a metà – 4:21
15. Elisa – 2:41
16. Vivo per te – 3:42

Durata totale: 63:05

## Classifiche
| Classifica (2000) | Posizione massima |
| ----------------- | ----------------- |
| Italia            | 13                |